# Kip (wieś)
Kip – wieś w Chorwacji, w żupanii bielowarsko-bilogorskiej, w gminie Sirač. W 2021 roku liczyła 146 mieszkańców.